# Arcovomer passarellii
Arcovomer passarellii är en groddjursart som beskrevs av Carvalho 1954. Arcovomer passarellii ingår i släktet Arcovomer och familjen Microhylidae. IUCN kategoriserar arten globalt som livskraftig. Inga underarter finns listade i Catalogue of Life.